# فرنسيس سوان
فرنسيس سوان (بالإنجليزية: Francis Swann)‏ (16 يوليو 1913 - 27 أغسطس 1983)؛ كاتب سيناريو وروائي أمريكي.

## روابط خارجية
- فرنسيس سوان على موقع IMDb (الإنجليزية)
- فرنسيس سوان على موقع قاعدة بيانات برودواي على الإنترنت (الإنجليزية)
- فرنسيس سوان على موقع قاعدة بيانات الفيلم (الإنجليزية)